# Jean-Armand de Rotondis de Biscarras

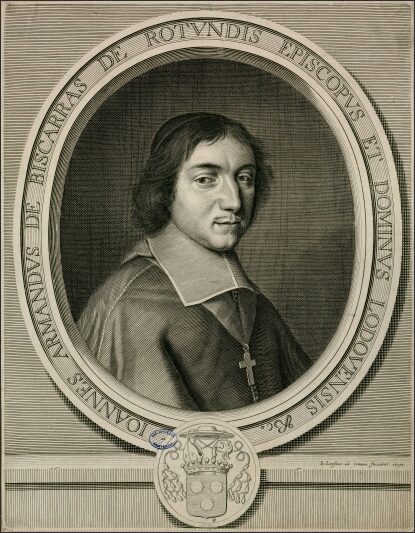

Jean-Armand de Rotondis de Biscarras (Parijs circa 1636 - Béziers 15 februari 1702) was een Parijs priester die bisschop werd in Zuid-Frankrijk, in de toenmalige provincie Languedoc van het koninkrijk Frankrijk.
In Parijs werd hij priester gewijd in het jaar 1664. Hij werd achtereenvolgens bisschop van Digne (1668-1669), bisschop van Lodève (1669-1671) en bisschop van Béziers (1671-1702). Het was op bevel van koning Lodewijk XIV dat hij zo snel van bisdom moest veranderen om uiteindelijk in Béziers te belanden.

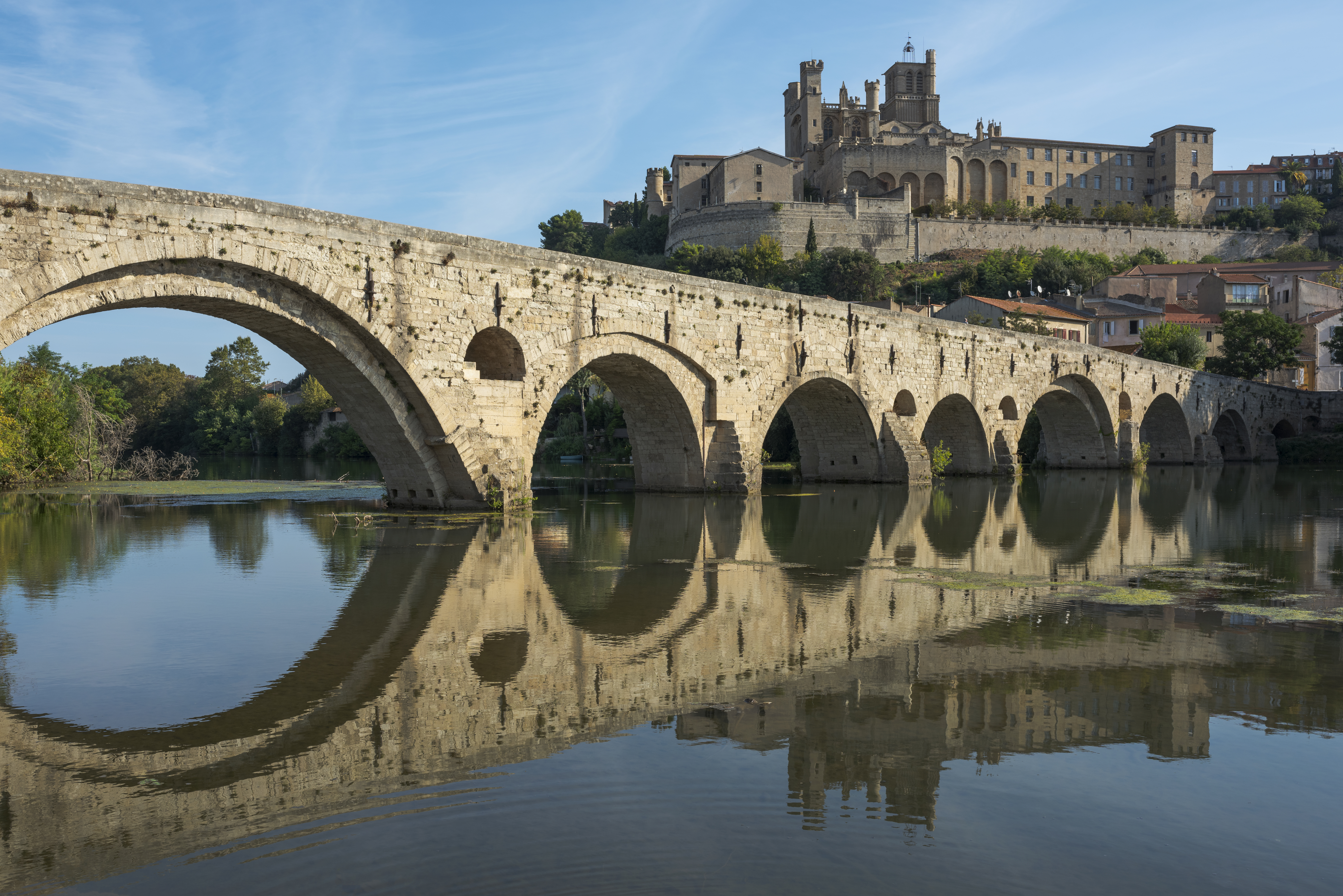
Kathedraal Saint-Nazaire in Béziers

In 1681 was Béziers verbonden aan het Canal du Midi en droeg Biscarras een mis op in de kathedraal Saint-Nazaire en trok vervolgens in processie naar de eerste schepen op het kanaal. In 1685 werd het Edict van Nantes opgeheven en werden hugenoten vervolgd op verschillende plaatsen in Frankrijk. Biscarras deed niet mee aan vervolgingen in zijn bisdom.
- International Standard Name Identifier: 0000 0003 5739 0735
- Système universitaire de documentation: 069698694
- Virtual International Authority File: 197043301